# Bucknell (Oxfordshire)
Pour les articles homonymes, voir Bucknell.
Bucknell est une paroisse civile et un village de l'Oxfordshire, en Angleterre.